# كاثرين كيلينر
كاثرين كيلنر (بالإنجليزية: Catherine Kellner)‏ (بالإنجليزية:Catherine Kellner) ممثلة أمريكية مشهورة ، من مواليد 2 أكتوبر 1970م .

## حياتها
ولدت كاثرين في منهاتن بولاية نيويورك الأمريكية ، من أم أصول يونانية وأب أمريكي من أصول مجرية يهودية ، تخرجت من جامعة نيويورك ودخلت في المدرسة الفنية "Tisch School of the Arts" ، وشاركت كاثرين في عدة أفلام ومنها : بيرل هاربر .

## أعمالها
- بيرل هاربر (فيلم) (2001  [لغات أخرى]‏)
- Tully (2000  [لغات أخرى]‏)
- The Weight of Water  [لغات أخرى]‏ (2000  [لغات أخرى]‏)
- شافت (2000  [لغات أخرى]‏)
- 30 Days  [لغات أخرى]‏ (1999  [لغات أخرى]‏)
- 200 سيجارة (1999  [لغات أخرى]‏)
- Restless (1998  [لغات أخرى]‏)
- Rosewood (1997  [لغات أخرى]‏)
- No Way Home (1996  [لغات أخرى]‏)
- High Incident (1996) (برنامج تلفزيون)
- الدرجات الست للانفصال (1993  [لغات أخرى]‏)

## وصلات خارجية
- كاثرين كيلينر على موقع IMDb (الإنجليزية)
- كاثرين كيلينر على موقع ألو سيني (الفرنسية)
- كاثرين كيلينر على موقع أول موفي (الإنجليزية)
- كاثرين كيلينر على موقع قاعدة بيانات برودواي على الإنترنت (الإنجليزية)
- كاثرين كيلينر على موقع قاعدة بيانات الأفلام السويدية (السويدية)
- كاثرين كيلينر على موقع قاعدة بيانات الفيلم (الإنجليزية)
- كاثرين كيلينر على موقع كينوبويسك (الروسية)